# 윙글링 일족의 사가

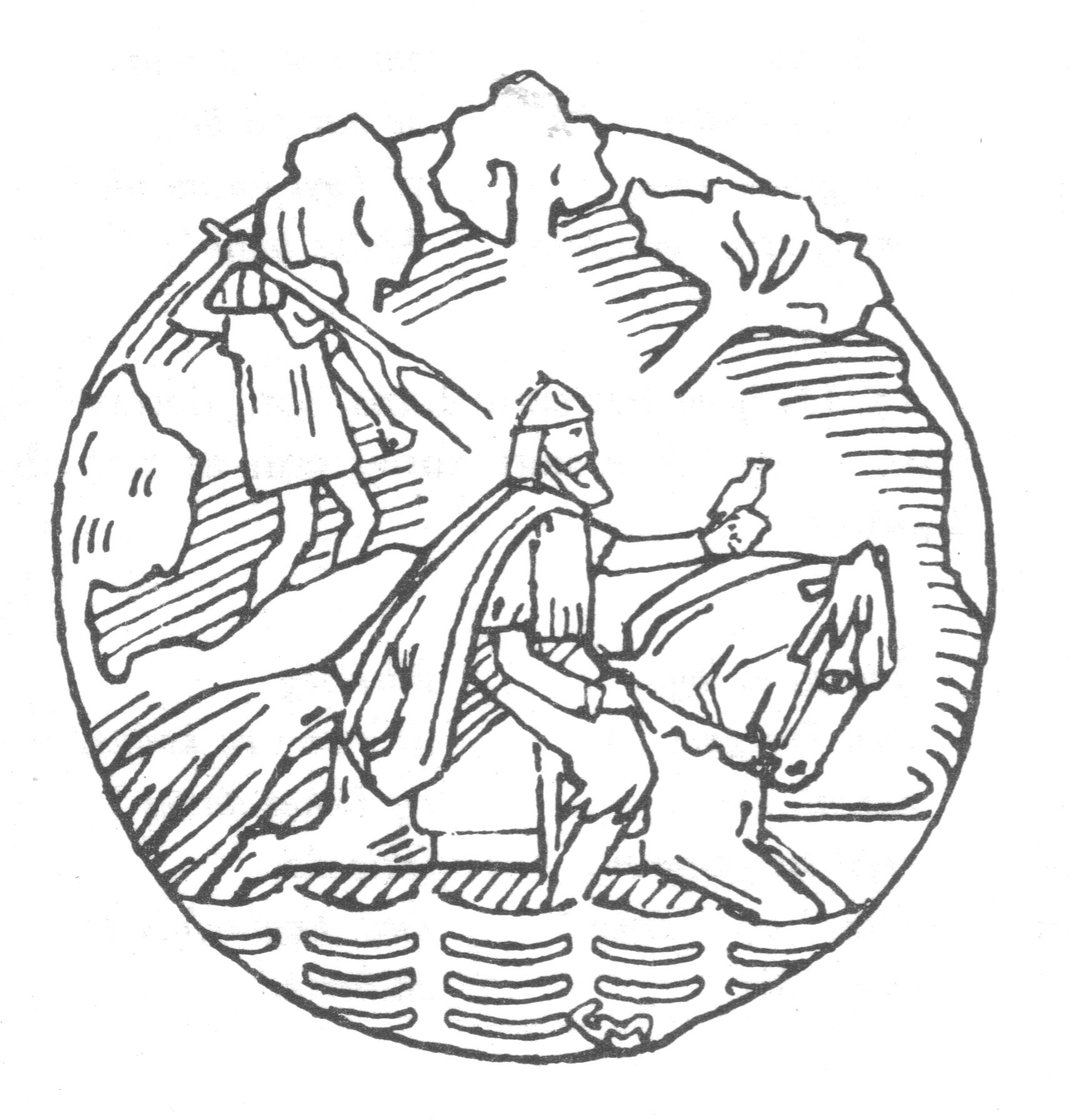

《윙글링 일족의 사가》(고대 노르드어: Ynglinga saga 윙글링가 사가)는 아이슬란드의 시인이자 역사가인 스노리 스투를루손이 1225년 고대 노르드어로 쓴 왕의 사가이다. 《헤임스크링글라》의 첫 번째 부분을 차지하고 있다.